# آراوات سابیف
آراوات سابیِف (به روسی: Арава́т Сабе́ев؛ به آلمانی: Arawat Sabejew؛ زادهٔ ۲۴ سپتامبر ۱۹۶۸) کشتی‌گیر بازنشستهٔ اوستیایی‌تبار است که در دستهٔ سنگین‌وزن کشتی آزاد ابتدا برای شوروی (تا فروپاشی) و سپس برای آلمان در مسابقات بین‌المللی ورزشی شرکت کرد. او برندهٔ یک مدال برنز بازی‌های المپیک تابستانی (۱۹۹۶ آتلانتا) و یک مدال طلا (۱۹۹۴) و یک نقره (۱۹۹۵) از مسابقات قهرمانی کشتی جهان است. سابیف همچنین سه مدال طلا (۱۹۸۹، ۱۹۹۰، ۱۹۹۳) و یک نقره (۲۰۰۰) و دو برنز (۱۹۹۵، ۱۹۹۷) را از مسابقات قهرمانی کشتی اروپا کسب کرده است.